# 马蒂亚斯·莱曼
马蒂亚斯·莱曼（德語：Matthias Lehmann，1983年5月28日—）是一位德国足球运动员，自2012年起效力于科隆足球俱乐部。作为一个中路的防守中场，他主要在后卫身前发挥屏障作用，并具备良好的拦截能力。

## 生涯

### 俱乐部生涯
莱曼自4岁起便开始在乌尔姆/新乌尔姆的童年梯队踢足球，并在8岁时被同城死敌乌尔姆1846签入，他在那里一直效力至U19梯队。
莱曼的德乙首秀完成于2001年3月17日（第26轮），在主场以3比1战胜红白奥伯豪森的比赛中，他于第85分钟替换丹尼尔·科瓦切维奇登场。莱曼的德甲首秀则是在2002年11月1日（第11轮），代表慕尼黑1860在主场以3比1战胜波鸿的比赛期间替补亮相。2004年3月27日（第26轮），他又在客场以3比0战胜法兰克福的比赛中射入自己的德甲首球，于第16分钟将场上比分改写为2比0。
根据《踢球者》体育杂志的数据，莱曼在随慕尼黑1860降入乙级的2004-05赛季中，是全德乙表现最佳的防守中场，并以22岁的年龄成为俱乐部历史上最年轻的队长。然而在2005-06赛季，他却无法维持同样的表现。于是在2006年7月19日，莱曼转会至德甲升班马亚琛。在那里他被昵称为“马泽”（Matze），如同这一称谓，他成为了防守中场位置的贡献成绩者和主力球员。
在2008-09赛季结束后，亚琛并没有与莱曼延长即将到期的合同。后者遂在2009-10赛季转投圣保利，并在那里接受了一份为期两年的合同。在2010年10月，他的合同又被提前延长至2013年。
在2011年2月12日（第22轮），圣保利主场以3比1战胜门兴格拉德巴赫的比赛中，莱曼与对方球员伊戈尔·德卡马戈于一次轻微的头部接触后引发轩然大波。莱曼在接触后直接倒地，导致当值主裁判认定德卡马戈恶意头部冲撞犯规，并对其出示红牌。在赛后接受采访时，莱曼就当时的情况表示：“德卡马戈已经碰到了我，这是肯定的。当然我也不会就此站着。如果我不接受这样的馈赠，那就太愚蠢了”。
至2011-12赛季，莱曼转会法兰克福，并签署了一份为期三年的合同。在主教练阿明·费的治下，他最初仍保有主力位置，但在几轮比赛过后便逐渐失去。
至2012-13赛季，莱曼又被德乙俱乐部科隆签入。作为交换，馬丁·拉尼希则转至法兰克福。莱曼在科隆重遇了曾在圣保利执教过他的主教练霍尔格·斯坦尼斯拉夫斯基。

### 国家队生涯
莱曼在14岁时首次代表德国U15青年队参加了首场国际比赛，在这一梯队他共有过9次出场及射入2球。随后，他又相继为德国U16和U17青年队出战共20场，并有1球入账。在9次代表德国U19出场后，他又为德国U20效力了17场比赛。对于德国21岁以下国家足球队，莱曼是在2004年8月17日于策勒以2比0战胜立陶宛的比赛中完成首秀，并帮助球队晋级在葡萄牙举行的2006年欧洲U-21足球锦标赛决赛圈。

## 成就
- 德国足球乙级联赛冠军：2014年（随科隆）